# Bodiman (peuple)
Pour les articles homonymes, voir Bodiman.
Les Bodiman sont une population du Cameroun vivant dans la Région du Littoral, le département du Nkam, l'arrondissement de Yabassi. Ils occupent le cours supérieur du Wouri où ils se sont sédentarisés au cours du XVIIIe siècle. Les Bodiman font partie du groupe Sawa.

## Langue
Ils parlent le bodiman, un dialecte du douala.